# Прохладный (Лабинский район)
Прохладный — посёлок в Лабинском районе Краснодарского края.
Входит в состав Лабинского городского поселения.

## География
Посёлок расположен в 4 км к северу от Лабинска. Через посёлок проходит ветка железной дороги Курганинск — Псебай.

### Улицы
- ул. Камчатская,
- ул. Комарова,
- ул. Коммунистическая,
- ул. Курганная,
- ул. Строителей,
- ул. Цветочная,
- ул. Парковая
- ул. Лютов

## Население
| 2002 | 2010  |
| ---- | ----- |
| 1464 | ↘1416 |

## Образование
- Школа № 10